# Helium
Helium, (chemická značka He, latinsky helium) je chemický prvek, který je lehčí než vzduch, patří mezi vzácné plyny a tvoří druhou nejvíce zastoupenou složku vesmírné hmoty. V přírodě se vyskytuje jako izotop 4He (se čtyřmi nukleony) a ve stopovém množství i izotop 3He (se třemi nukleony).

## Základní fyzikálně-chemické vlastnosti
Bezbarvý plyn, bez chuti a zápachu, chemicky zcela inertní – helium vytváří sloučeniny pouze s fullereny a se rtutí (helidy). Ve vodě je velmi málo rozpustné 8,8 ml He v 1000 ml vody.[zdroj?]
Helium a i ostatní vzácné plyny mají malé elektrické průrazné napětí, snadno se ionizují a dobře vedou elektrický proud. Toho se využívá při výrobě výbojek. Helium září intenzivně žlutě.
Helium je jediná látka, která při nízkých teplotách a normálním tlaku zůstává kapalná až k teplotě absolutní nuly. Pevné helium lze získat pouze za zvýšeného tlaku, při tlaku 2,5 MPa tuhne helium při teplotě 1-1,5 K. Helium má také ze všech známých látek nejnižší bod varu.
Kapalné helium je látka, která vyniká velkým množstvím zajímavých vlastností. Při teplotách pod 2,1768 K je supratekuté, to znamená, že dokáže bez tření protékat libovolnými předměty a téct bez tření po libovolných předmětech. Tepelná vodivost tekutého helia je třimilionkrát větší než u mědi při pokojové teplotě.

## Historický vývoj

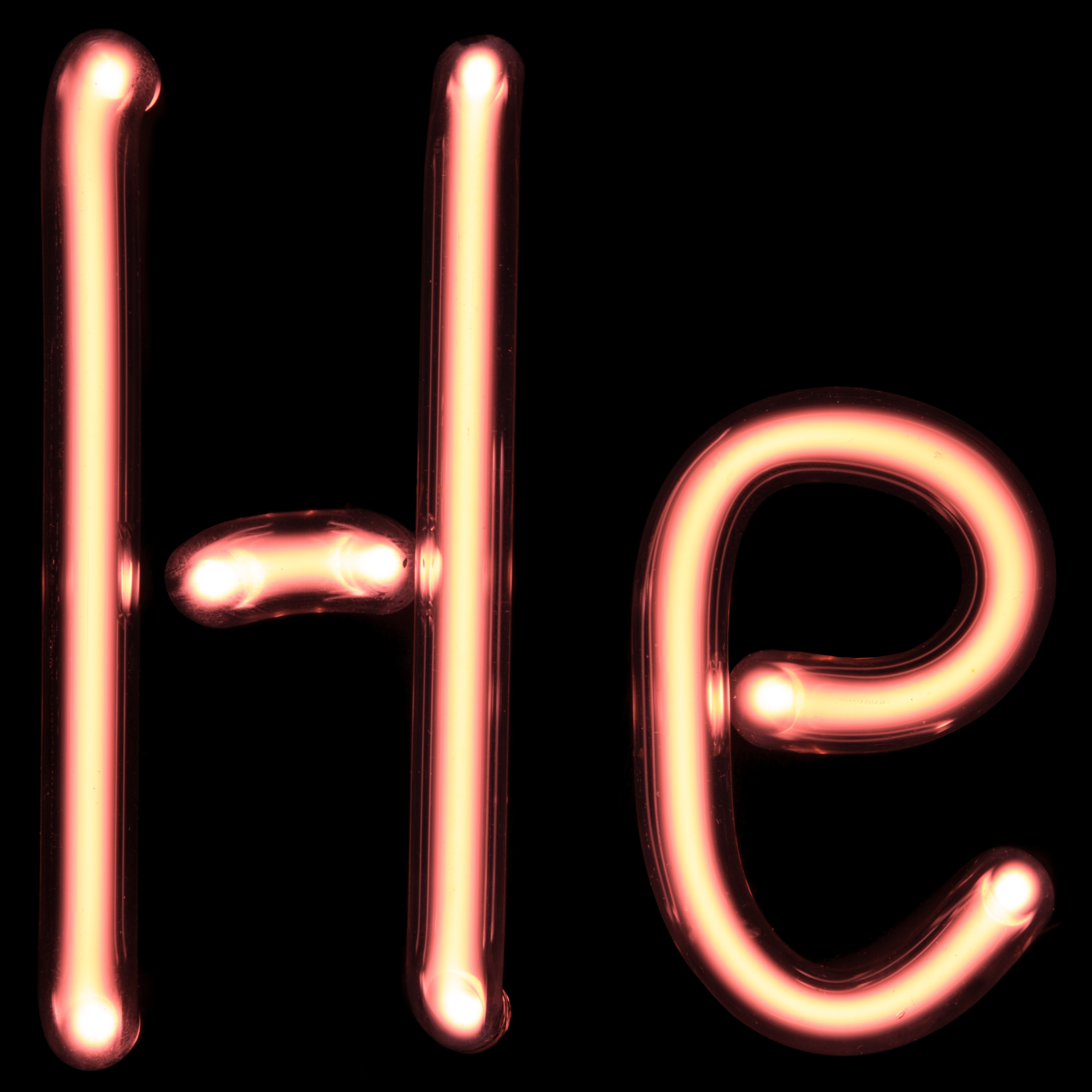
Výbojka helia

Samotný objev helia byl učiněn zkoumáním spektra sluneční korony, kdy v roce 1868 při zatmění Slunce francouzský astronom Pierre Janssen objevil neznámé žluté spektrální linie, které byly přiřazeny doposud neznámému prvku, pojmenovaném po starořeckém bohu Slunce, Héliovi. Teprve v roce 1895 se britskému chemikovi Williamu Ramsayovi podařilo izolovat plynné helium na Zemi.
V roce 1868 astronomové, Francouz Pierre-Jules Janssen a Angličan Joseph Norman Lockyer, pozorovali nezávisle na sobě ve slunečním spektru na vlnové délce 587,49 nm žlutou spektrální čáru, která nepatřila žádnému do té doby známému prvku na Zemi. Vzhledem k blízkosti spektrálních čar sodíku D1, D2, byla označena jako spekrální čára D3. Lockyer postuloval, že se jedná o nový prvek a podle starořeckého boha Slunce (Helios) jej nazval helium.
V roce 1881 pozoroval italský fyzik Luigi Palmieri spektrální čáru D3 v plynu unikajícím při zahřívání vulkanické sublimace z Vesuvu.
V letech 1888–1890 pracoval americký mineralog a chemik William F. Hillebrand s minerálem uraninitem a podrobil jej zahřívání s minerálními kyselinami. Uvolněný plyn považoval za dusík.
Skotský chemik William Ramsay opakoval pokus v roce 1895, ovšem s jiným materiálem, minerálem cleveitem (z rodiny uranových rud) a kromě dusíku a argonu isoloval také plyn s odlišnou spektrální linií a potvrdilo se, že se jedná o helium. V témže roce mezitím pracoval s minerálem cleveitem také švédský chemik Per Theodor Cleve a jeho žák Nils Abraham Langlet a získali helium v čistější podobě a větším množství, které stačilo k určení atomové hmotnosti helia. Ramsey, Cleve a Langlet jsou považováni za nezávislé objevitele helia v pozemském materiálu.
Během vrtných prací v roce 1903 v americkém Dexteru v Kansasu byl nalezen zdroj zemního plynu, který nehořel a obsahoval 12 objemových procent neznámého plynu. Američtí chemici Hamilton Cady a David McFarland z Kansaské univerzity potvrdili v roce 1905, že se jedná o helium. Na počátku 20. století byly objeveny velké zásoby helia v ložiscích zemního plynu v Great Plains a Spojené státy americké se staly světovým dodavatelem tohoto plynu.
V roce 1907 Ernest Rutherford a Thomas Royds demonstrovali fakt, že částice alfa jsou jádra hélia tím, že nechali částice proniknout tenkou skleněnou stěnou evakuované trubice a následným výbojem pozorovali spektrální čáru D3.
V roce 1908 poprvé zkapalnil helium holandský fyzik Heike Kamerlingh Onnes ochlazením plynu na teplotu méně než jeden Kelvin (0 K = −273,15 °C). Neúspěšně se pokusil dalším snižováním teploty také o převedení helia do pevného stavu, což dokázal až v roce 1926 jeho žák Willem Hendrik Keesom, ovšem za použití vyššího tlaku.
V roce 1938 objevil Pjotr Leonidovič Kapica supratekutost isotopu 4He při teplotách blízkých absolutní nule.

## Výskyt vpřírodě

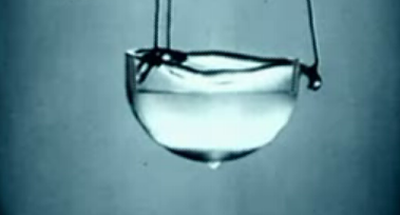
Zkapalněné helium. Toto helium je nejen kapalina, ale bylo ochlazeno na bod supratekutosti.

Helium je na Zemi přítomno jen velmi vzácně. V zemské atmosféře se vyskytuje jen ve vyšších vrstvách a díky své mimořádně nízké hmotnosti postupně z atmosféry vyprchává do meziplanetárního prostoru. V atmosféře Země (do výšky 200 km) tvoří 0,000524 objemových procent (tj. 5,24 ppm).
Poprvé bylo helium izolováno z minerálu smolince. V menším množství až 9 % se nachází v zemním plynu, z něhož se také získává vymrazováním. Vzácně vyvěrá helium i trhlinami v zemi, nejznámější oblasti těchto vývěrů leží ve Skalistých horách v USA a v Kanadě. Předpokládá se, že veškeré toto helium je produktem jaderného rozpadu prvků v zemské kůře (částice alfa jsou jádry atomů helia).
Ve vesmírném měřítku je helium druhým nejvíce zastoupeným prvkem. Vyskytuje se především ve všech svítících hvězdách, kde je jedním z mezistupňů termonukleární syntézy, jež je podle současných teorií základním energetickým zdrojem ve Vesmíru. Tvoří přibližně 25 % hmoty okolního pozorovatelného Vesmíru.
Helium se vyskytuje v atmosféře plynných obrů, kde se jeho objemová koncentrace pohybuje mezi 3 a 19%, a po vodíku je nejrozšířenější prvek v jejich atmosféře. Z kamenných planet se vyskytuje zejména na Merkuru, a rovněž se vyskytuje na Měsíci.

## Získávání
- Od roku 1917 se v Severní Americe získává helium z ložisek zemního plynu. Od methanu a ostatních plynů se odděluje frakční destilací.
- Další možnost je zahřívat minerály, ve kterých se helium vyskytuje, teplotou okolo 1 200 °C. K takovým minerálům patří cleveit, monazit a thorianit. Plyny, které se uvolňují z minerálů, je nutno od sebe oddělit, aby bylo možno získat čisté helium.
- Alternativně se helium dá získávat jadernou fúzí ve fúzorech a v budoucnu i ve fúzních reaktorech, což nyní probíhá jen ve velmi malém měřítku.[11]

## Využití

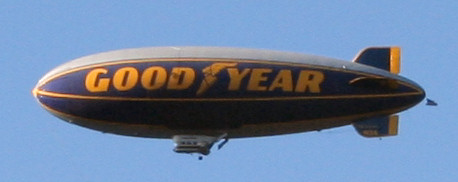
Vzducholoď plněná heliem

Nákres chování helia II – tzv. supratekutý film, který tekuté helium vytváří na každém povrchu

Vzhledem ke své extrémně nízké hustotě a inertnímu chování se helium používá k plnění balónů (balónek díky heliu vyletí ke stropu) a vzducholodí jako náhrada hořlavého vodíku. Značnou nevýhodou je zde ovšem jeho poměrně vysoká cena. Navíc má atom helia velmi malý průměr, snadno difunduje skrze pevné materiály a dochází tak ke ztrátám.
Směsí helia, kyslíku a dusíku se plní tlakové láhve s dýchací směsí, určenou pro potápění do velkých hloubek. Na rozdíl od dusíku totiž ani pod velkým tlakem nezpůsobuje tzv. hloubkové opojení, takže potápěč je schopen pracovat ve velkých hloubkách i přes 300 metrů. Zároveň omezuje vznik otravy kyslíkem a současně zmenšuje riziko kesonové nemoci, která vzniká při rychlém výstupu potápěče na hladinu uvolněním bublinek plynného dusíku v krvi s možností mechanického poškození různých tkání.
Rychlost zvuku v heliu je řádově 3× větší než ve vzduchu. Pokud člověk nadechne helium, rezonanční frekvence dýchacích cest se změní a to ovlivní zabarvení hlasu. Stejně by se přítomnost hélia projevila při hvízdání nebo hře na dechový hudební nástroj.
Helium se také používá jako nosný plyn pro kapilární plynovou chromatografii s hmotově spektrometrickou detekcí. Další aplikací v oboru analytické chemie je rentgenová fluorescence, kde tvoří ochrannou atmosféru mezi zdrojem záření a vzorkem a zabraňuje tak pohlcování fotonů rentgenového záření argonem ze vzduchu.
Mimořádně nízká teplota varu předurčuje kapalné helium jako jedno ze základních médií pro kryogenní techniky, především pro výzkum i praktické využití supravodivosti a supratekutosti různých materiálů.
Helium se ve směsi s neonem používá k plnění reklamních osvětlovačů, obloukových lamp a doutnavek. Výboj v heliu má intenzivně žlutou barvu.
Nízká viskozita je důvodem pro použití hélia ve Stirlingově motoru.

## Sloučeniny

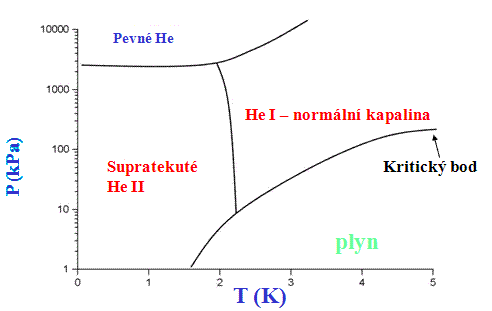
Nákres chování helia v závislosti na teplotě a tlaku

He@C60 je jedna ze dvou doposud známých „sloučenin“ hélia. Sférická koule je fulleren a uvnitř v dutině tohoto fullerenu je uzavřen jeden atom helia. Fullereny vznikají kondenzací grafitových par v heliu. Při kondenzaci par ale může dojít k radikálovému mechanismu, jehož výsledkem je tato „sloučenina“.
Páry grafitu nelze normální cestou získat, protože uhlík má teplotu tání více než 3 500 °C a teplota varu je ještě o mnoho vyšší (přes 4 800 °C). Proto se k přípravě par grafitu využívá laseru.
Za sloučeniny se někdy pokládají helidy rtuti, kdy je relativně malý atom helia ve vnějších elektronových vrstvách většího atomu rtuti. V roce 2017 byly teoreticky vypočítány jako (za vysokých tlaků) stabilní sloučeniny Na2He a Na2HeO. Na2He byla i připravena (diamantové kovadlinky) a za tlaku 113 GPa má jít o pevnou látku krystalizující v krychlové soustavě, po elektrické stránce izolant.

## Supratekutost
S heliem je spojen zajímavý fyzikální úkaz, zvaný supratekutost. Kapalné helium se totiž vyskytuje ve dvou formách – helium I při teplotách 2,1768–4,21 K a helium II při teplotách nižších než 2,1768 K (za normálního tlaku) (tzv. lambda bod). To se týká izotopu 4He. Izotop 3He je supratekutý při teplotách pod přibližně 0,002 5 K. Rozdíl mezi izotopy je způsoben tím že atom 4He je bosonem (skládá se ze 2 protonů, 2 neutronů a 2 elektronů) zatímco atom 3He je fermionem. Izotop 4He je supratekutý díky vzniku Bose-Einsteinova kondenzátu zatímco 3He díky vzniku Cooperových párů.
Mezi heliem I a heliem II neexistuje skupenské teplo, což znamená, že tyto dvě formy helia se nemohou vyskytovat v jedné nádobě současně vedle sebe. Nad lambda teplotou se může vyskytovat pouze helium I a pod lambda teplotou pouze helium II.
Zatímco helium I se chová jako běžné tekutiny, vykazuje helium II velmi neobvyklé vlastnosti. Především nemá tato kapalina prakticky žádné vnitřní tření, a proto teče nesmírně rychle, ale dokonce díky kapilárnímu jevu přetéká stěny nádob, ve kterých je uchováno a vytéká horním koncem do něj ponořené kapiláry (jev zvaný fontánový efekt), což budí zdání, jako by helium II nebylo vůbec ovlivněno gravitací.
Navíc má supratekuté helium největší tepelnou vodivost ze všech doposud známých látek.[zdroj?]